# El Zapote Chico
El Zapote Chico är en ort i Mexiko.   Den ligger i kommunen Tiquicheo de Nicolás Romero och delstaten Michoacán de Ocampo, i den södra delen av landet, 170 km väster om huvudstaden Mexico City. El Zapote Chico ligger 476 meter över havet och antalet invånare är 124.
Terrängen runt El Zapote Chico är kuperad. Runt El Zapote Chico är det glesbefolkat, med 19 invånare per kvadratkilometer. Närmaste större samhälle är Tiquicheo, 5,7 km väster om El Zapote Chico. I omgivningarna runt El Zapote Chico växer huvudsakligen savannskog.